# Norberto Domínguez Salazar
Norberto Domínguez Salazar (Hidalgo del Parral, Chihuahua; 14 de enero de 1867 - Ciudad de México, 21 de junio de 1931) fue un ingeniero y político mexicano, que ocupó durante el gobierno de Porfirio Díaz los cargos de director general de Correos y secretario de Comunicaciones y Obras Públicas.

## Estudios
Nació en Hidalgo del Parral el 14 de enero de 1867, siendo hijo de Norberto Domínguez y de Dolores Salazar, originarios de este lugar, y donde realizó sus estudios básicos; al concluirlos pasó a la ciudad de Chihuahua al Instituto Científico y Literario del estado donde cursó dos años de estudios preparatorios y posteriormente se trasladó a la Escuela Nacional Preparatoria en la Ciudad de México, donde cursó el tercer año de preparatoria; en todas las instituciones destacó como uno de los alumnos más aventajados y distinguidos.
Interesado en la química desde muy joven, ingresó a la Escuela Nacional de Ingenieros de donde egresó con los títulos de Ingeniero civil y ensayador de metales; ingresó a puestos gubernamentales al ser nombrado interventor federal y ensayador de la Casa de Moneda de Durango, ciudad donde contrajo matrimonio, y luego pasó con los mismos cargos a las Casas de Moneda de Culiacán, Sinaloa y Monterrey, Nuevo León.

## Cargos públicos

Gabinete de Porfirio Díaz, de izq. a der. Norberto Domínguez, Jorge Vera Estañol, Demetrio Sodi y Manuel Marroquin y Rivera

El 11 de julio de 1903 el presidente Porfirio Díaz lo nombra titular de la Dirección General de Correos; durante su administración se lleva a cabo la construcción de la sede central de Correos, el edificio que pasará a la historia con la denominación de Palacio Postal o Palacio de Correos, inaugurado el 17 de febrero de 1907; así mismo durante este periodo fue delegado de México al Congreso de la Unión Postal Universal en Roma y realizó una visita diplomática a Japón.
El 31 de marzo de 1911 fue nombrado Secretario de Comunicaciones y Obras Pública en sustitución de Leandro Fernández Imas al ocurrir la renuncia del gabinete porfirista al pleno como consecuencia del inicio de la Revolución mexicana, solo pudo permanecer al frente de dicha dependencia hasta el 25 de mayo siguiente en que cesó en el cargo al renunciar Díaz a la presidencia.
Tras ello se retiró a actividades privadas, retornando a la Chihuahua, donde ocupó la gerencia en dicha ciudad del Banco Nacional de México; en 1920 retornó brevemente a la política al ser electo diputado federal por el Distrito de Parral a la XXIX Legislatura que concluyó en 1922 y falleció en la Ciudad de México el día 21 de junio de 1931.

## Reconocimientos
- Comendador de la Orden de la Corona de Italia
- Gran oficial de la Orden del Sol Naciente